# Carlos Mayor Oreja
Carlos María Mayor Oreja (San Sebastián, 13 de marzo de 1961) es un político, profesor universitario y abogado español, diputado de la iv y v legislaturas de la Asamblea de Madrid y consejero del Gobierno de la Comunidad de Madrid (1995-2003).

## Biografía
Nacido el 13 de marzo de 1961 en la ciudad guipuzcoana de San Sebastián, es hermano pequeño de Jaime Mayor Oreja y sobrino segundo de Marcelino Oreja.
Afiliado a la Unión de Centro Democrático (UCD), posteriormente ingresó en el Partido Popular (PP).Profesor de derecho civil del CEU (Centro de Estudios Universitarios). Funcionario del Cuerpo Técnico grupo A de la Universidad Complutense de Madrid (UCM), en 1992 fue nombrado asesor jurídico de la UCM y en 1994 director de sus servicios jurídicos.
Candidato en la lista del PP en las elecciones a la Asamblea de Madrid de 1995 —iba como número 17 de la candidatura—, resultó elegido diputado de la iv legislatura. Revalidó el escaño en la v legislatura, al resultar elegido en los comicios de 1999, a los que se había presentado como número 6 de la lista del PP.
Fue consejero de Medio Ambiente y Desarrollo Regional, de Justicia, de Función Pública y Administración Local, de Medio Ambiente, de Educación y de Presidencia en los ejecutivos regionales presididos por Alberto Ruiz-Gallardón.
Salió del gobierno autonómico con la llegada a la Presidencia de la Comunidad de Madrid de Esperanza Aguirre en 2003, abandonando la política activa.
Entre 2004 y 2007 fue director general de la Fundación Universitaria San Pablo CEU, y del 2007 al 2016 fue presidente del Consejo Social de la UCM.
Socio fundador de la Universidad Internacional de La Rioja (UNIR), fue presidente de su consejo de administración hasta la salida a bolsa de la compañía a principios de 2019.
En 2018 fue citado para declarar como investigado en el marco del Caso Lezo, una trama de presuntos delitos de cohecho y malversación en torno a la gestión de la empresa pública del Canal de Isabel II. El 29 de mayo de 2019 se acordó el sobreseimiento y archivo de la causa.

## Obras
- Tiza y pancarta: El año que cambiamos el paso, Ed. Almuzara, Madrid, 2003, 400 pp.[13][14]